# 広川 (和歌山県)
広川（ひろかわ）は、和歌山県中北部を流れる河川。広川水系の本流。

## 地理
白馬山脈より蛇行しながらほぼ南西に流れ、途中で北西方向に流路を変え、中村川、柳瀬川などの支川を合わせ、広川町と湯浅町の町界付近の平野を貫いて紀伊水道に注ぐ。上流の津木地区には広川ダムがある。

## 流域の自治体
- 和歌山県
  - 広川町

## 並行する交通

### 道路
- 国道42号
- 湯浅御坊道路
- 和歌山県道21号広川川辺線

## 主な支流
- 中村川
- 柳瀬川